# Typhlocyba venusta
Typhlocyba venusta är en insektsart som beskrevs av Mcatee 1926. Typhlocyba venusta ingår i släktet Typhlocyba och familjen dvärgstritar. Inga underarter finns listade i Catalogue of Life.